# Iglesia de San Jaime (Palma de Mallorca)
La iglesia parroquial de San Jaime es un templo religioso de culto católico de Palma de Mallorca que se encuentra en la calle homónima y es una de las cinco parroquias históricas de la ciudad.Es de planta cuadrangular y está cubierta por una cúpula sobre conchas que nacen en la moldura de la base de la cúpula y de los arcos de medio punto que la sostienen.

## Historia

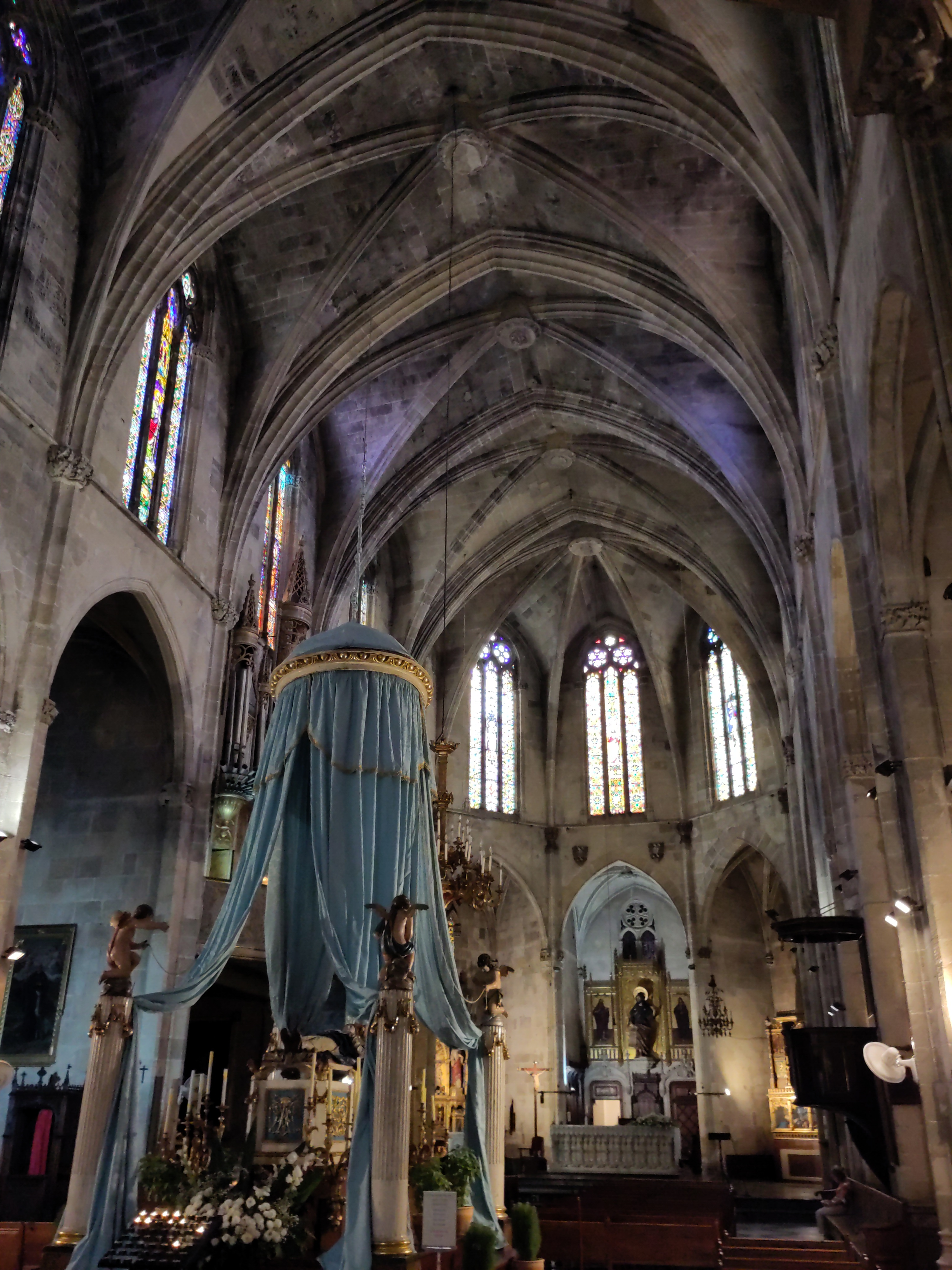

Fue fundada por la Casa Real de Mallorca durante los primeros años después de la Reconquista y ya aparece documentada en 1248 en la bula de Inocencio IV en Lion. Cabe pensar que el primer templo habría sido un edificio muy simple y aprovechando los edificios preexistentes; así, las obras del templo actual empezaron el xiv y están documentadas en 1327, dirigidas por Jordi Pujol. Este templo es el que se conserva actualmente, excepto el portal y la Capilla del Santísimo. 
El portal original del xv era gótico y fue rehecho de estilo barroco por el escultor Miquel Tomás en el XVIII. Mira hacia la calle de Sant Jaume, delante de un pequeño espacio que hace de plazoleta, y data de 1776, tal y como se puede leer. La Capilla del Santísimo fue construida en el xvii sobre unas casas adyacentes cedidas en 1650 por Tomás de Torrella, caballero de la Orden de Calatrava.
La última restauración que se hizo fue en 1950 con el arquitecto Guillermo Moragues y el escultor José Alcover.
Bajo el beneplácito rector José Espasas, se fundó en 1944 con sede en la parroquia la Cofradía de Penitentes de Santiago y se formó el coro parroquial.